# Koronowo
Koronowo [kɔrɔ'nɔvɔ] (deutsch Polnisch Krone oder Crone an der Brahe, 1942–1945 Krone an der Brahe) ist eine Stadt im Powiat Bydgoski der polnischen Woiwodschaft Kujawien-Pommern. Sie ist Sitz der gleichnamigen Stadt-und-Land-Gemeinde mit etwas mehr als 24.200 Einwohnern.

## Geographische Lage
Die Stadt liegt 23 Kilometer nördlich von Bydgoszcz (Bromberg) und 35 Kilometer westlich von Świecie (Schwetz an der Weichsel) in einem tiefen Tal an der Brahe (Brda). Sie nimmt eine Fläche von 28,2 km² ein.

## Geschichte

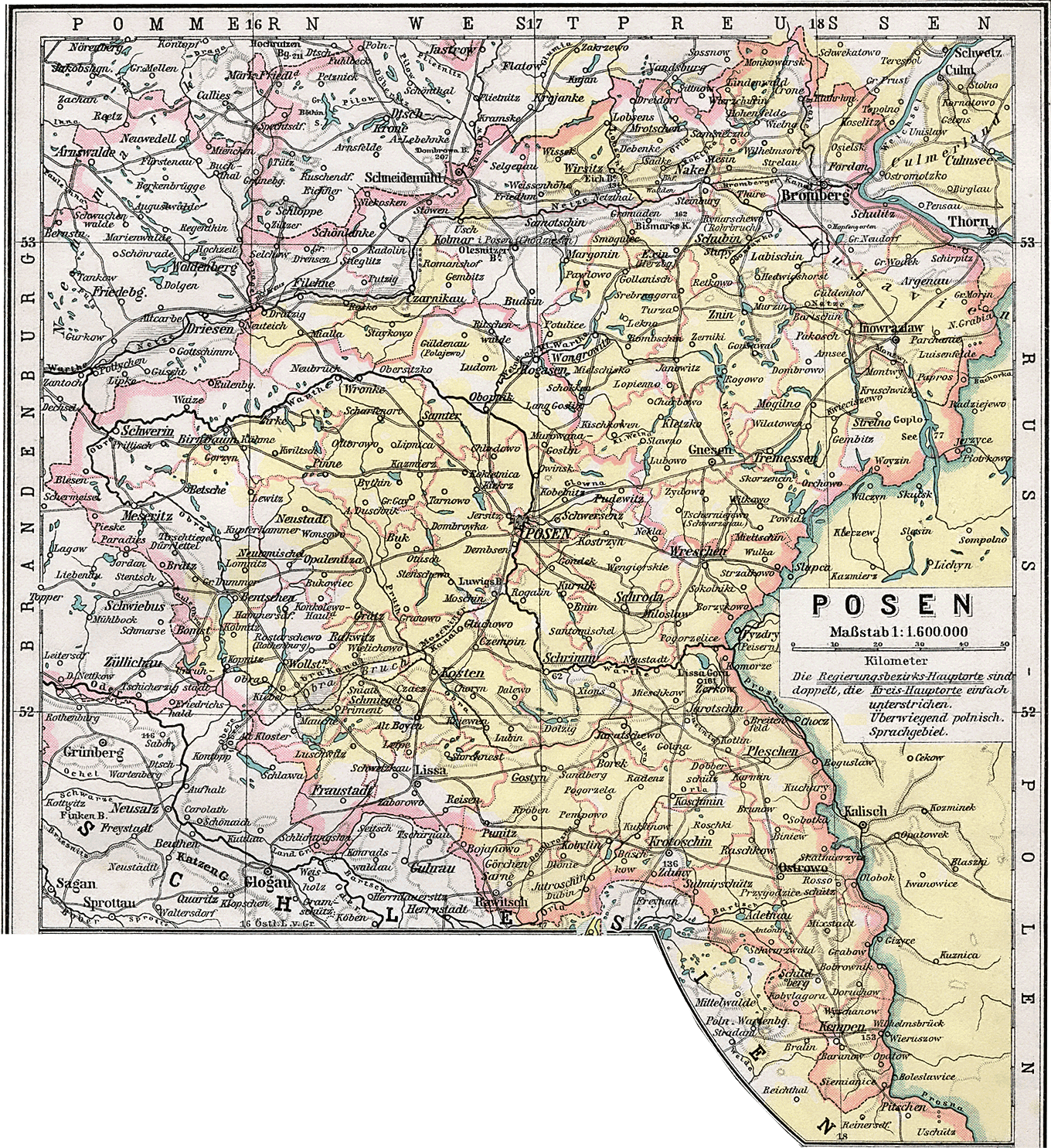
Krone (Crone), an der Brahe, nördlich der Stadt Bromberg (nordöstlich der Stadt Posen) auf einer Landkarte der Provinz Posen von 1905 (gelb markierte Flächen kennzeichnen Gebiete mit seinerzeit mehrheitlich polnischsprachiger Bevölkerung).

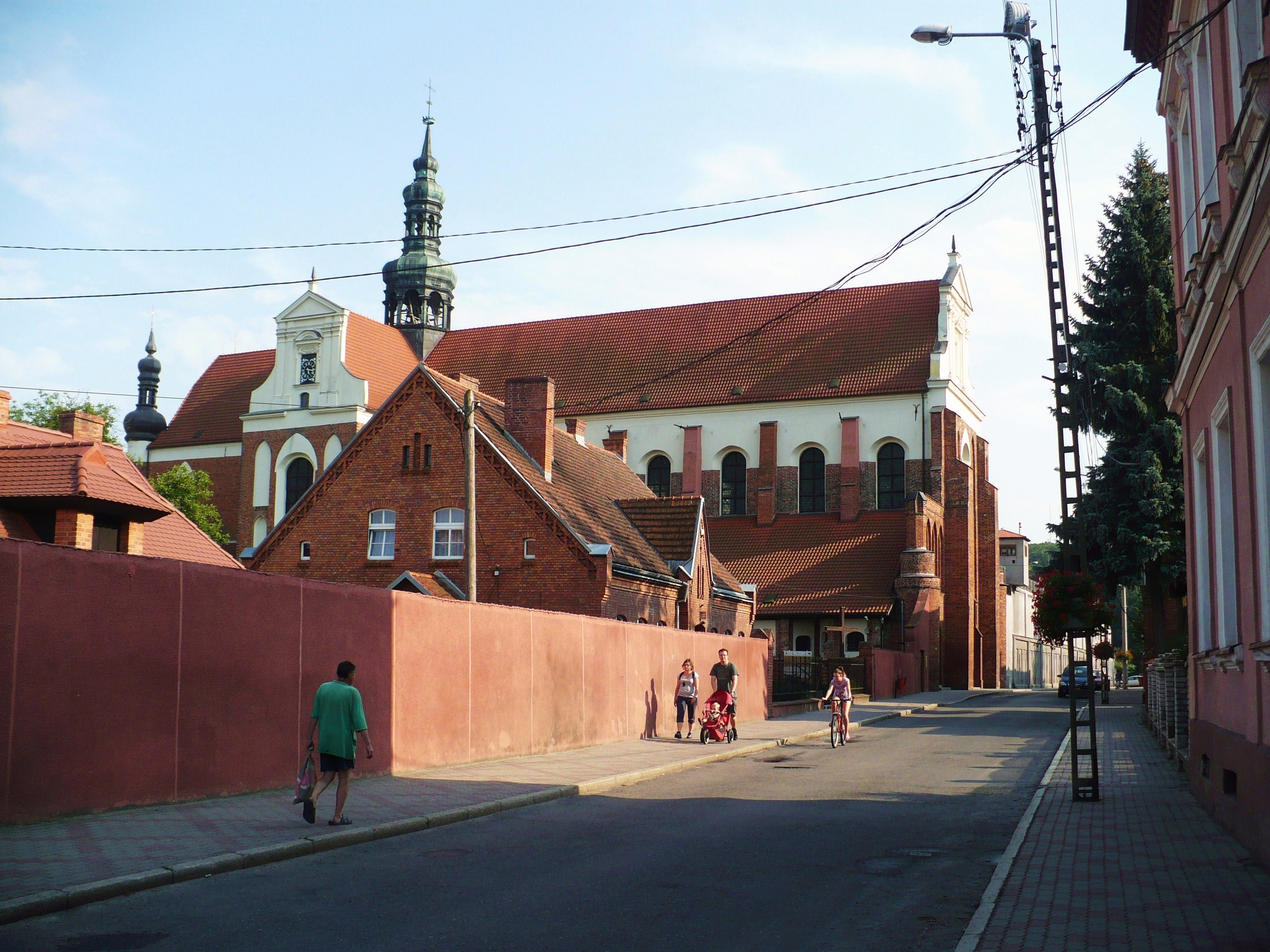
Ehemalige Klostergebäude

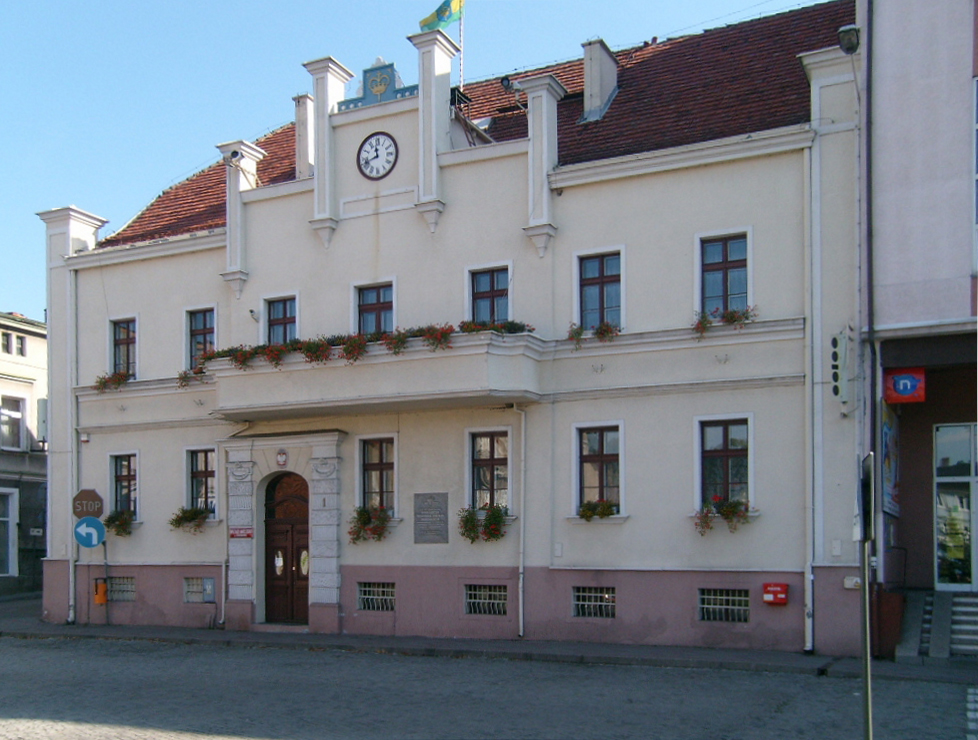
Rathaus von Koronowo

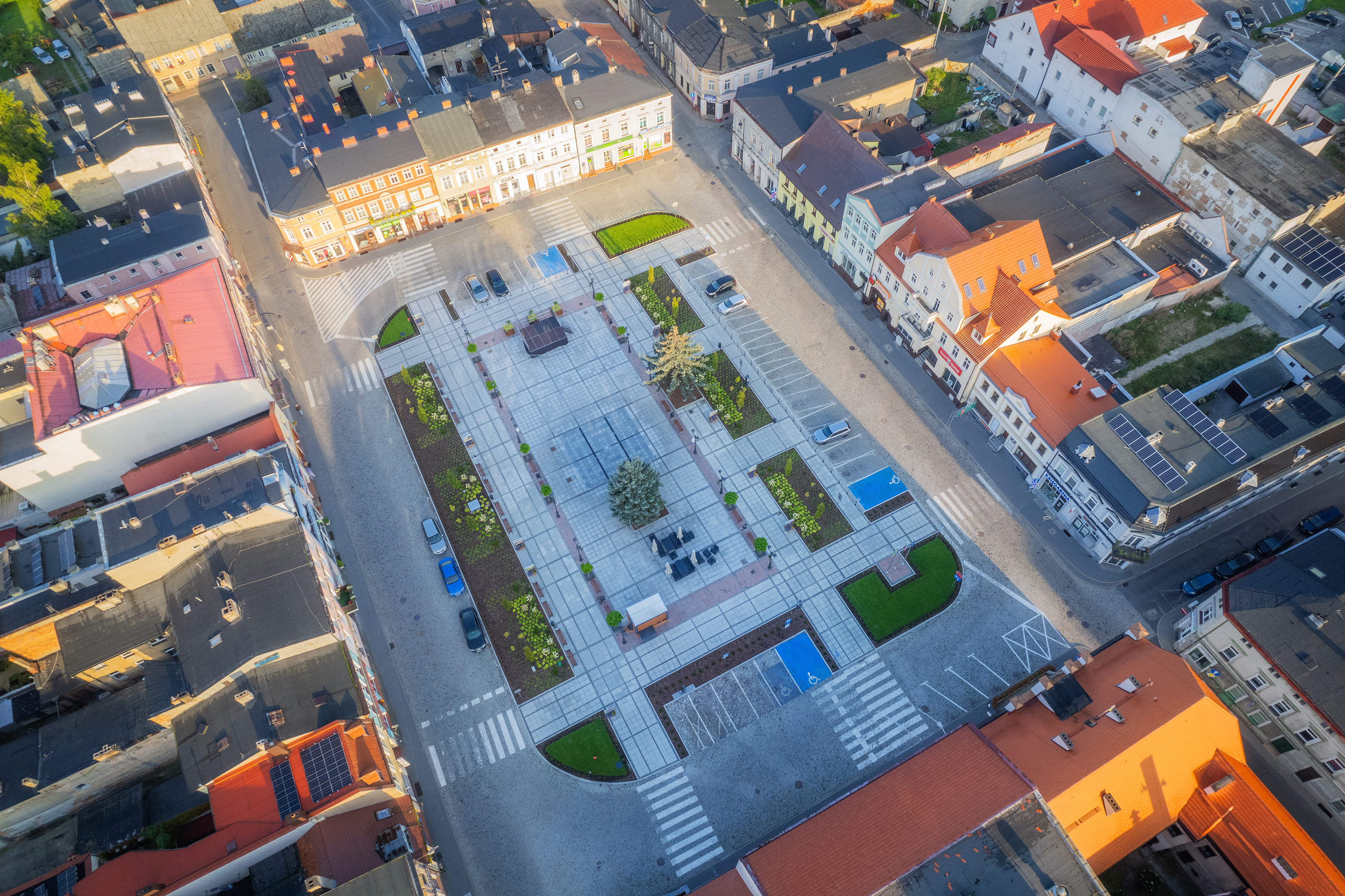
Marktplatz der Stadt

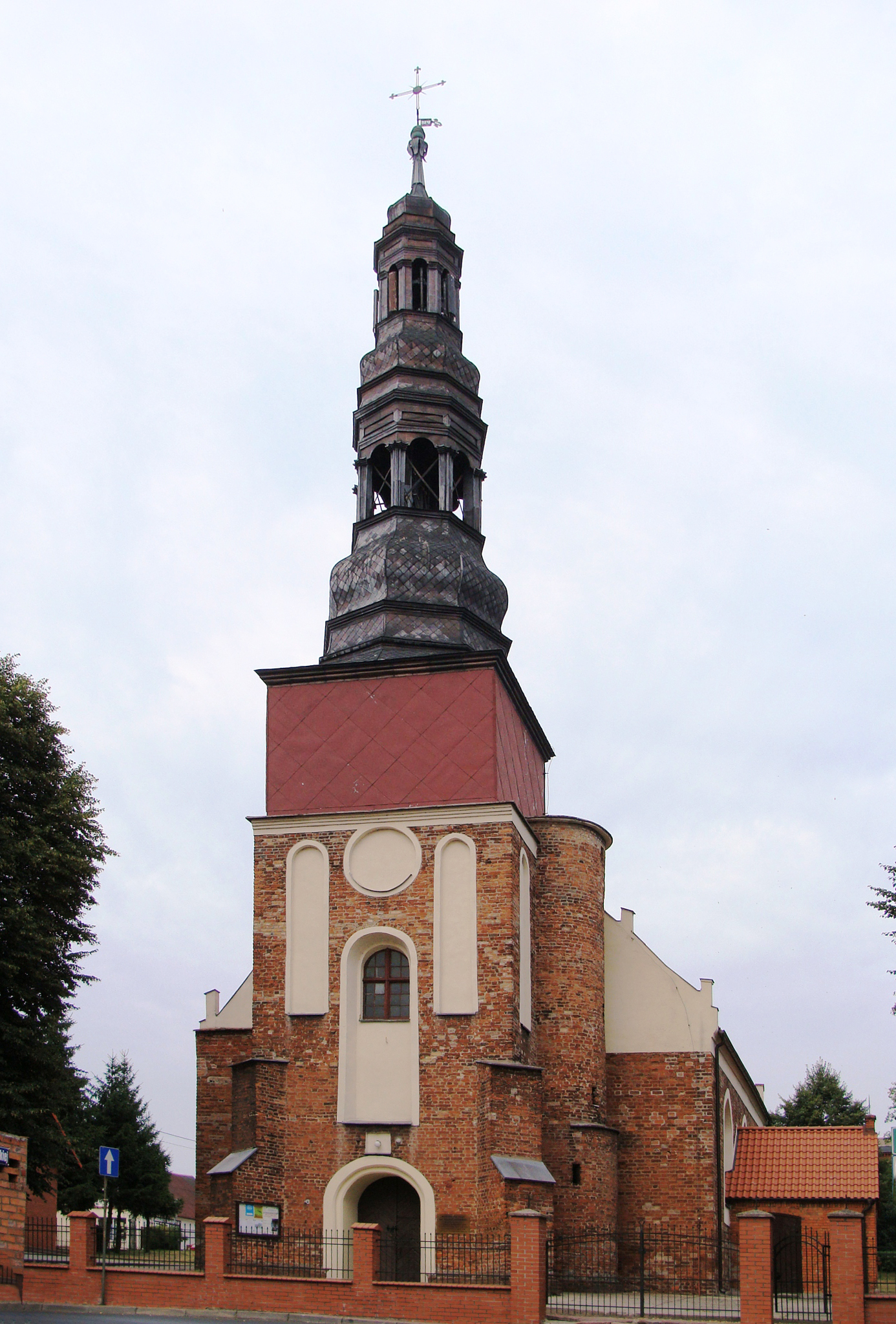
Klosterkirche, 14.–16. Jahrhundert

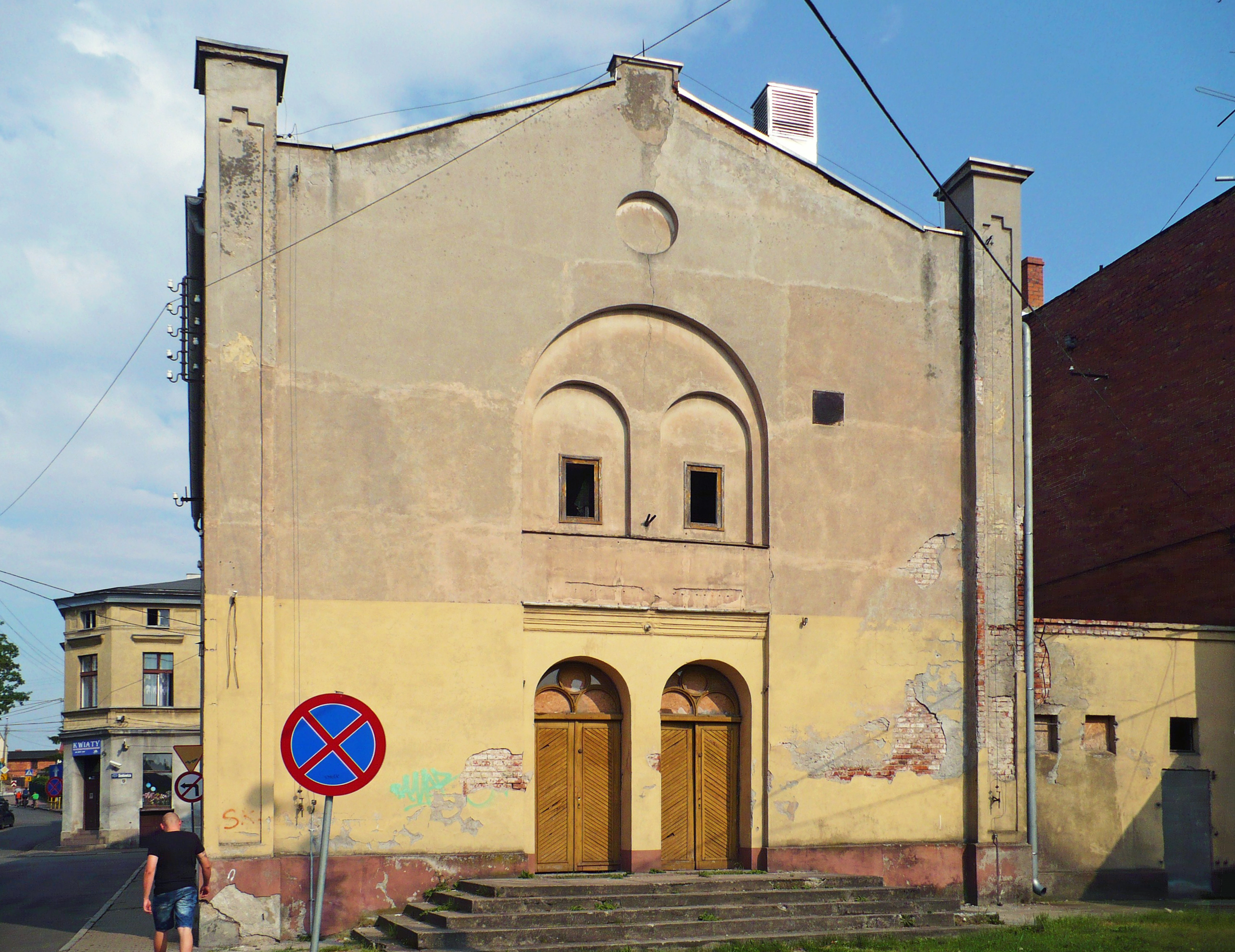
Synagoge von Koronowo

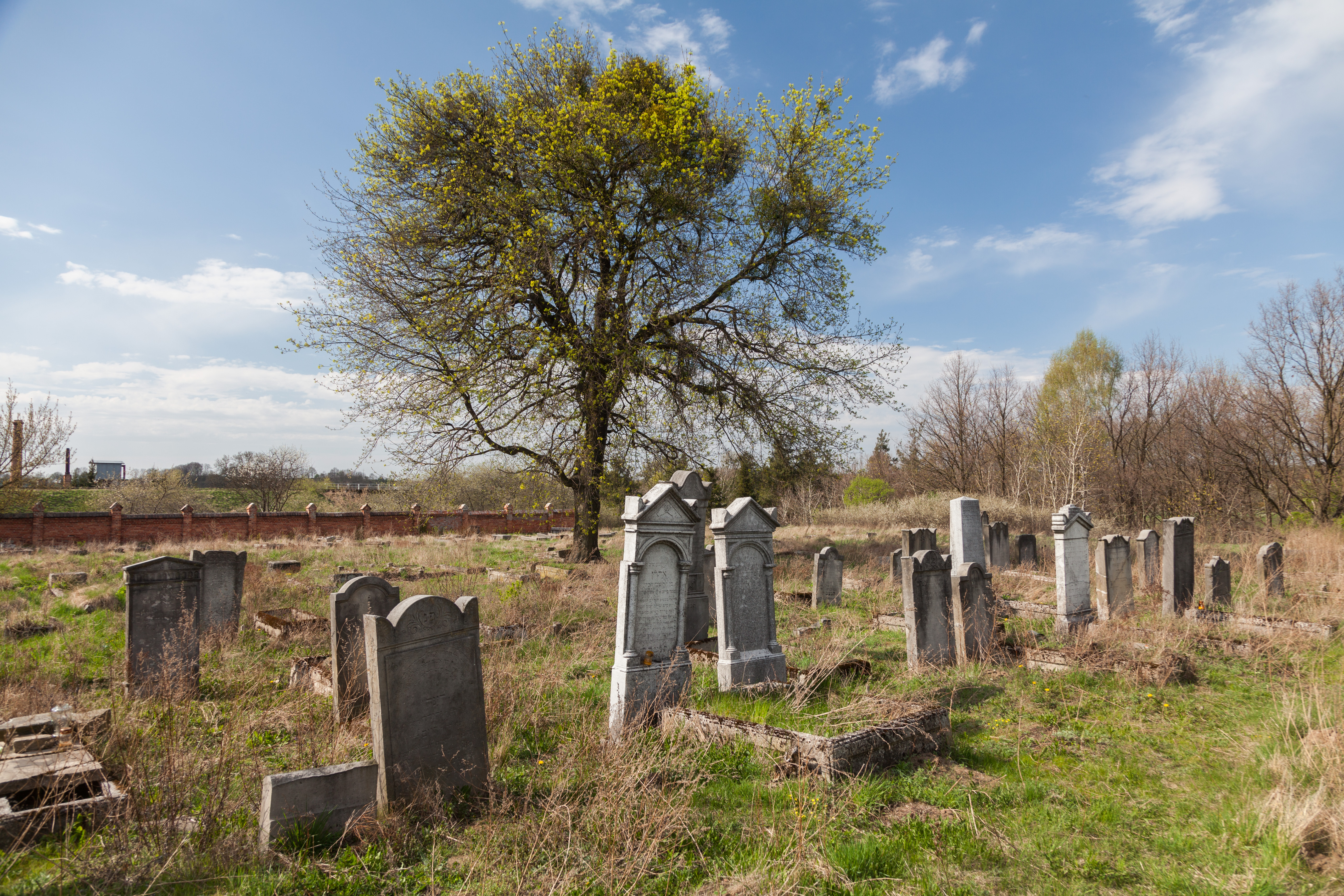
Alter jüdischer Friedhof

Der an der Brahe gelegene Flecken, an dem die Stadt entstanden ist, hieß ursprünglich Smeyße und gehörte dem Kapitel von Wraclawiec, bis das Zisterzienser-Kloster im Nachbardorf Bischewo ihn an sich brachte. Der günstigeren Lage wegen wurde das Kloster, das siebzig Jahre lang im Dorf Bischewo gestanden hatte, dann hierher verlegt. 1368 erteilte Kasimir der Große dem Abt die Erlaubnis, neben dem Kloster eine Stadt erbauen zu dürfen, jedoch mit der Auflage, dass diese den Namen Coronowo erhalten müsse. Von der Zisterzienserabtei Koronowo waren im Mittelalter deutsche Bauern und Handwerker aus Westfalen und anderen niederdeutschen Gebieten ins Land geholt worden.
Die Stadt Coronowo, die außerhalb der Grenzen der historischen Landschaft Großpolen liegt, scheint bald nach 1368 an den Deutschen Orden gekommen zu sein, denn in der Schlacht bei Tannenberg (1410) hatte auch eine Schar von Ordensrittern gekämpft, die das Banner der Stadt Coronowo mit sich führte. In Polnisch Krone dürfte sich demnach um diese Zeit eine Komturei des Deutschen Ordens befunden haben. Nach der Schlacht von Tannenberg fand bei Polnisch Krone eine zweite Schlacht statt, in der achttausend Ritter gefallen sein sollen.
Im Rahmen der Ersten Teilung Polens kam Coronowo 1772 zu Preußen. Die zu Westpreußen gehörige Stadt Coronowo war Verwaltungssitz des Amtsbezirks Coronowo, der 57 Ortschaften umfasste. Von 1795 bzw. 1815 bis 1920 war Krone die nördlichste Stadt der preußischen Provinz Posen. Zur Unterscheidung von der Stadt Deutsch Krone wurde sie Polnisch Krone genannt. Im Kloster lebten 1788 zwölf und 1816 vierzehn Geistliche.
Nachdem Polnisch Krone während der Franzosenzeit vorübergehend dem Herzogtum Warschau zugeordnet gewesen war, kam die Stadt 1815 zurück zu Preußen. Seit dem Wiener Kongress gehörte Krone von 1818 an bis nach Ende des Ersten Weltkriegs zum Landkreis Bromberg im Regierungsbezirk Bromberg der preußischen Provinz Posen. 1895 wurde die Schmalspurbahn aus Bromberg eröffnet, 1909–1914 folgte die Normalspurbahn aus Tuchel. Am Anfang des 20. Jahrhunderts hatte die Stadt eine evangelische Kirche, drei katholische Kirchen und eine Synagoge.
Krone gehörte bis 1919 zum Landkreis Bromberg im Regierungsbezirk Bromberg der preußischen Provinz Posen
im Deutschen Reich.
Aufgrund der Bestimmungen des Versailler Vertrags musste das Kreisgebiet 1920 zum Zweck der Einrichtung des Polnischen Korridors an Polen zurückgegeben werden; es wurde daraus der Powiat Bydgoski. 1890 hatte der polnische Bevölkerungsanteil im Kreisgebiet bei gut 30 % gelegen. Nach dem deutschen Überfall auf Polen 1939 wurde das Gebiet völkerrechtswidrig dem Regierungsbezirk Bromberg im neu eingerichteten Reichsgau Danzig-Westpreußen zugeordnet.
Gegen Ende des Zweiten Weltkriegs besetzte im Frühjahr 1945 die Rote Armee die Region, und die Stadt kam wieder zu Polen.

### Demographie
| Jahr | Einwohner | Anmerkungen |
| ---- | --------- | --- |
| 1783 | 0 756     | größtenteils Polen katholischer Konfession |
| 1788 | 0 895     | [ 6 ] |
| 1816 | 0 933     | darunter 506 Katholiken, 279 Evangelische und 148 Juden |
| 1825 | 1834      | [ 6 ] |
| 1837 | 2233      | [ 6 ] |
| 1843 | 2306      | [ 6 ] |
| 1858 | 2784      | [ 6 ] |
| 1861 | 2926      | [ 6 ] |
| 1875 | 3726      | [ 8 ] |
| 1880 | 4106      | [ 8 ] |
| 1900 | 3839      | meist Katholiken |
| 1910 | 5307      | am 1. Dezember, darunter 1687 mit deutscher Muttersprache (1277 Evangelische, 191 Katholiken und 219 Juden) und 3590 Einwohner mit polnischer Muttersprache (drei Evangelische, 3587 Katholiken) |

## Gemeinde
Zur Stadt-und-Land-Gemeinde (gmina miejsko-wiejska) Koronowo gehören die Stadt und 34 Dörfer mit Schulzenämtern. Sie ist eine der größten Gemeinden im Powiat Bydgoski.

## Sehenswürdigkeiten
- Synagoge, erbaut 1856
- Jüdischer Friedhof, errichtet 1817.

## Verkehr

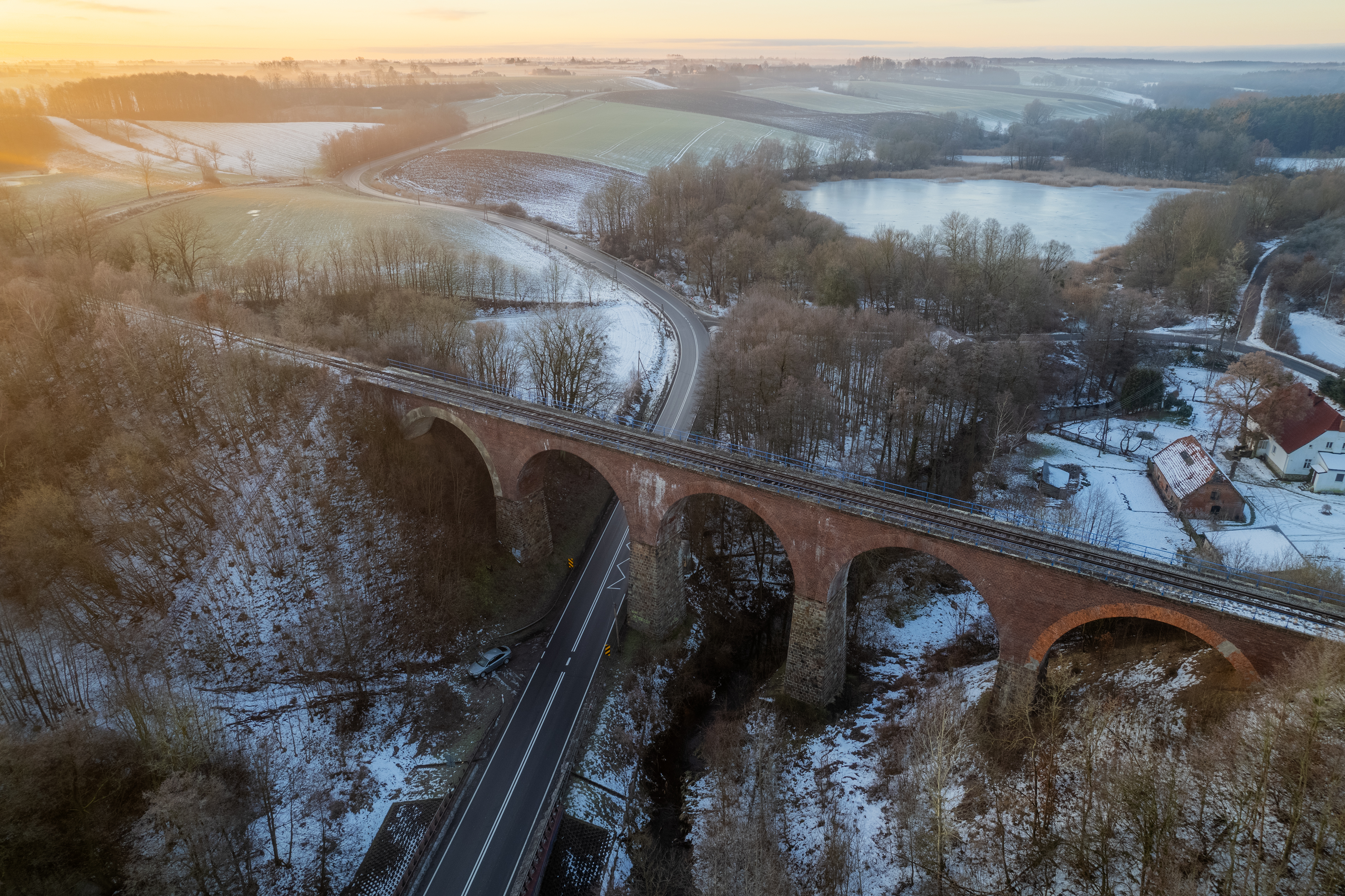
Eisenbahn-Überführung der Strecke von Buszkowo nach Koronowo

Koronowo war Endpunkt der Bahnstrecke Tuchola–Koronowo und der Schmalspurbahn Bydgoszcz–Koronowo.

## Söhne und Töchter der Stadt
- Waldemar Jabs (1877–1943), deutscher Maskenbildner
- Herbert Wegehaupt (1905–1959), deutscher Maler, Holzschneider und Hochschullehrer
- Hans Chanoch Meyer (1909–1991), deutsch-israelischer Pädagoge und Rabbiner
- Joachim Weiß (1931–2017), deutscher Polizeibeamter und Gewerkschafter
- Małgorzata Dłużewska (* 1958), Ruderin
- Artur Kohutek (* 1971), Hürdenläufer